# 940

## Nașteri
- Abu-Mahmud Khojandi, matematician persan din Hadjand (astăzi, Leninabad, Tadjikistan), (d. 1000)
- Abul Wafa, astronom și matematician arab (d. 997/998)

- Chavundaraya, comandant militar, poet, ministru la curtea regelui Racamalla al IV-lea din Ganga și important susținător al cultului jainist (d. 989)

- Guy de Ivrea, margraf de Ivrea din 950 (d. 965)

- Henric al III-lea de Bavaria, primul duce de Carintia (976 - 978 și 985 - 989), apoi duce de Bavaria (983-985), (d. 989)

## Decese
- Atenulf al II-lea de Benevento, fratele mai tânăr al principelui longobard Landulf I de Benevento și de Capua, care l-a asociat la domnie din iunie 910 sau 911 (n. ?)